# Die Pyramide
El edificio Die Pyramide es un complejo rascacielos situado en Berlín, capital de Alemania. Fue construido entre los años 1994 y 1995 en el distrito berlinés de Marzahn, en la intersección de Rhinstrasse con Landsberger Allee. El edificio de oficinas y sus dependencias adyacentes tienen una superficie conjunta de 43.800 m². Fue construido por el grupo de fondos de Düren con una inversión de 145 millones de euros y su fecha de finalización oficial fue el 17 de enero de 1995.
El edificio principal de la doble torre alcanza 100 metros de altura y tiene 23 pisos, la pirámide de cristal es la base de su arquitectura, que ha integrado al edificio un aspecto no muy corriente en la fachada. La propia pirámide actúa como un cronómetro de gran tamaño, en los pisos superiores de la fachada oeste del edificio principal se encuentran varias tiras de luz de neón que indican las horas y los minutos. En la fachada lateral del edificio hay una visión de la pirámide de vidrio que incluye la visualización de tiras lumínicas de color azul. Cada hora en lo más alto de la estructura se emite un destello de luz. El Die Pyramide es considerado el mayor reloj de Europa (el reloj estuvo fuera de servicio desde principios de 2006 hasta diciembre de 2007).
Para financiar la construcción se alquilaron oficinas en la torre y fue abierto un fondo por el estado alemán. Debido a la ausencia de excedentes en los ingresos de la cuenta, cerraron el fondo y se acusó a los inversionistas del grupo de fondos de fraude. Dijeron que se había dado una garantía demasiado grande en su publicidad y por lo tanto, los ingresos por alquiler habían sido exagerados, el grupo de fondos negó estas acusaciones.
En 2006, el estado alemán vendió el edificio a la empresa Comer Group International, compañía de bienes del real estado británico, que quiere dar cabida en la edificación a oficinas y un hotel para Continental Europe y ocupar un tercio de la superficie adyacente con 350 empleados.

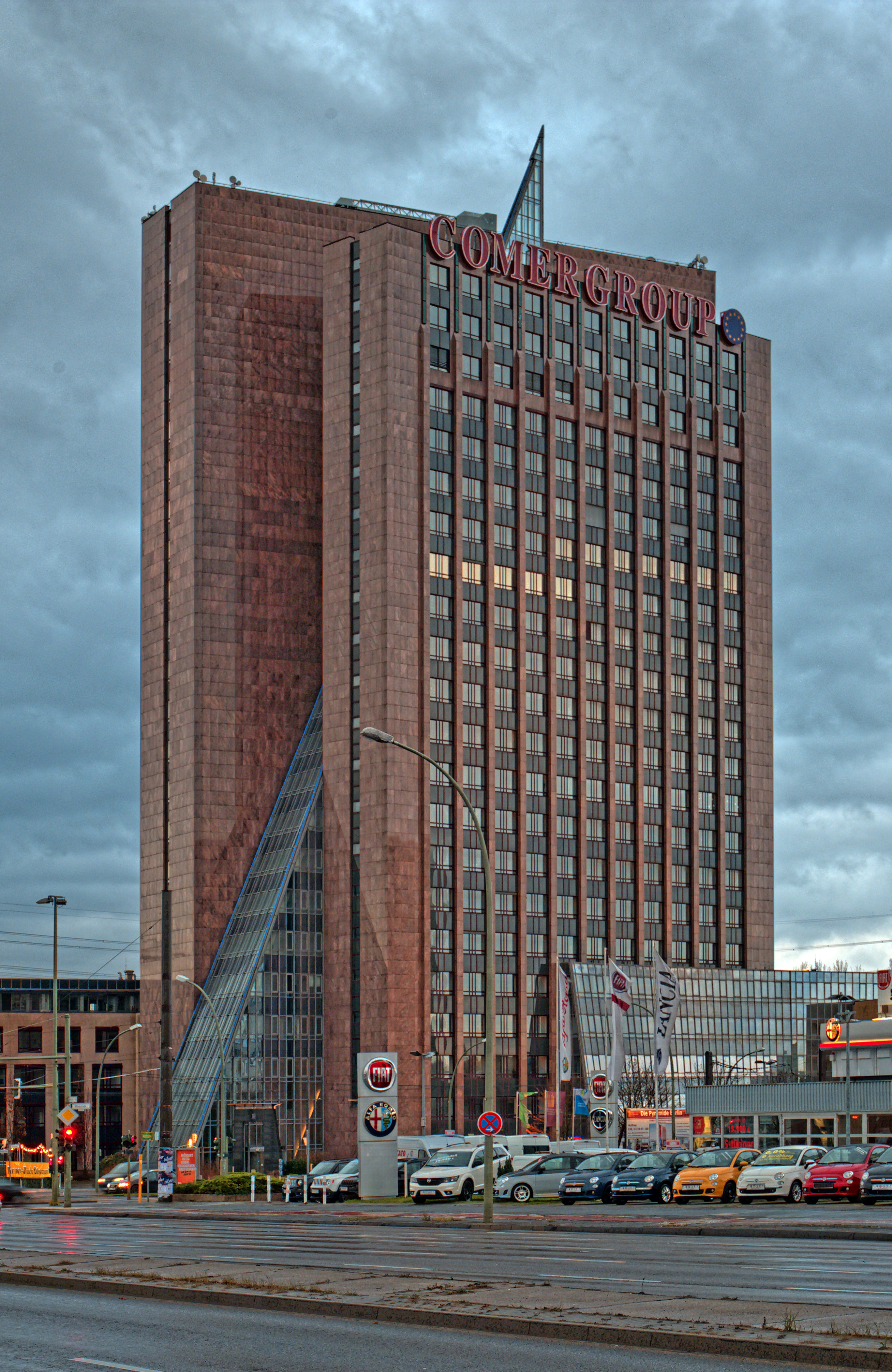
14-12-20-pyramide-berlin-RalfR